# Валяшко, Михаил Георгиевич
Михаил Георгиевич Валяшко (02 июля 1907 года, Харьков — 7 октября 1984 года, Москва) — советский геохимик, лауреат премии имени В. И. Вернадского (1963).

## Биография
Родился 12 сентября 1907 года в семье профессора медицины.
В 1930 году окончил химический факультет Ленинградского политехнического института, ученик профессора В. И. Николаева и академика Н. С. Курнакова. С 1929 года участвовал в научных экспедициях на соленые озера Крыма, Кулундинской степи, озера Индер и др.
В 1930—1934 годах был научным сотрудником Института физико-химического анализа АН СССР.
Арестован 5 января 1934 года. 29 марта 1934 года осуждён на 5 лет ИТЛ. Освобожден досрочно 25 ноября 1937 года и реабилитирован 28 ноября 1956 года.
С декабря 1937 года по 1957 год был сотрудником ВНИИ галургии (Ленинград). Во время войны участник народного ополчения. В 1943 году защитил кандидатскую диссертацию по теме «Изучение физико-химического режима оз. Индер и получение солей из его рассолов».
В 1957 году защитил научную степень доктора химических наук по теме диссертации «Геохимические закономерности формирования месторождений калийных солей».
С 1960 года по 1984 год был профессором кафедры геохимии МГУ, читал курсы лекций «Геохимия природных вод», «Геохимия галогенеза». В 1967—1983 годах — научный руководитель проблемной лаборатории экспериментальной геохимии геологического факультета.
Президент Международной комиссии по качеству вод (1971—1980), председатель Комиссии по геохимии природных вод Международной ассоциации по геохимии и космохимии (1970—1983).
Опубликовал более 200 научных работ по геохимии галогенеза и природных вод.
Умер 7 октября 1984 года в Москве, похоронен в пос. Пролетарский Серпуховского района Московской области.

## Награды
- орден Ленина (1954)
- орден Трудового Красного Знамени (03.04.1944)
- Премия имени В. И. Вернадского АН СССР (1963) — за работу «Геохимические закономерности формирования месторождений калийных солей», изданную в 1962 г.